# Leonardo Morales y Pedroso
Leonardo Morales y Pedroso (La Habana, 25 de enero de 1887-17 de noviembre de 1965) fue uno de los arquitectos cubanos más destacados de Cuba en la primera mitad del siglo XX. 

## Biografía
En 1900 ingresó y cursó estudios preuniversitarios en De Witt Clinton High de Nueva York, donde obtuvo una licenciatura. En 1909 se graduó como Licenciado en Arquitectura por la Universidad de Columbia de Nueva York, Estados Unidos. Después de graduarse, regresó a Cuba en 1909 donde trabajó un tiempo en la firma de arquitectos local Newton & Sola con el arquitecto Thomas M. Newton, quien fue director de la sección de construcción civil de la Secretaría de Obras Públicas durante la segunda intervención estadounidense en Cuba. 
En febrero de 1910, regresó a los Estados Unidos y obtuvo una Maestría (Doctor) en Arquitectura de la Universidad de Columbia en el Estado de Nueva York. Tras obtener su doctorado en arquitectura se incorporó en marzo de 1910 a la empresa de arquitectura Morales y Mata arquitectos, creada en 1907 por su hermano mayor el ingeniero Luis Morales y Pedroso en asociación con el maestro de obras José F. Mata . En 1917, después de haber construido más de 30 importantes edificios, decidieron separarse de José Mata, quien tuvo que dejar de trabajar por enfermedad y falleció poco tiempo después. La empresa cambió su nombre por Morales y Compañía Arquitectos con su hermano el ingeniero Luis Morales y Pedroso como presidente y Leonardo como asociado junto con otros 7 arquitectos. 
Pudo obtener notables comisiones inmobiliarias en parte por el origen de su familia, buenas conexiones sociales y posición social en la habanera alta sociedad (su bisabuelo fue el Marqués de la Real Proclamación). Fue nombrado por la prensa cubana de la época como el "arquitecto habanero" y su estilo arquitectónico es reconocido como el "estilo Morales". Durante 50 años Leonardo Morales y Pedroso recibió alrededor de 250 notables encargos de arquitectura, algunos de ellos incluyen:

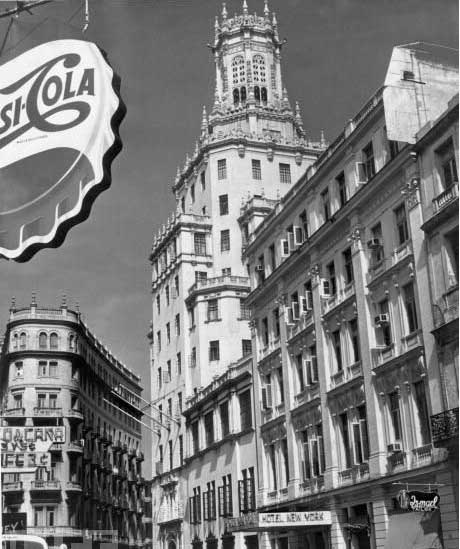
Cubano Telefónico Co. Havana, Cuba

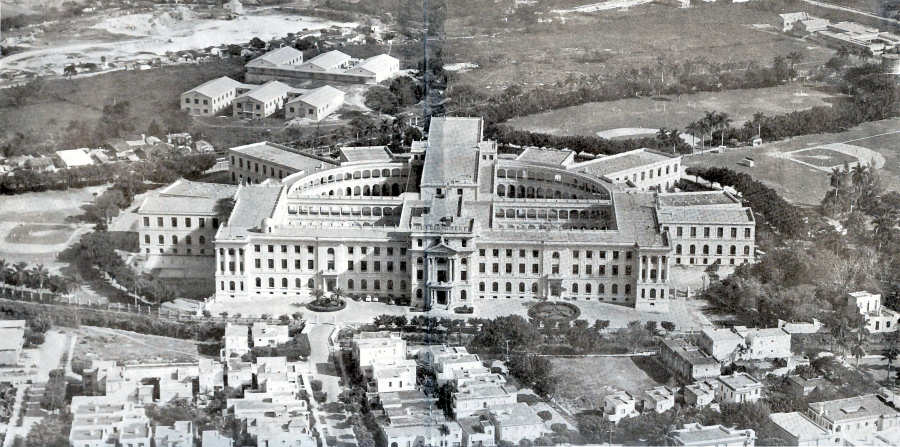
Colegio de Belén en los años 1950

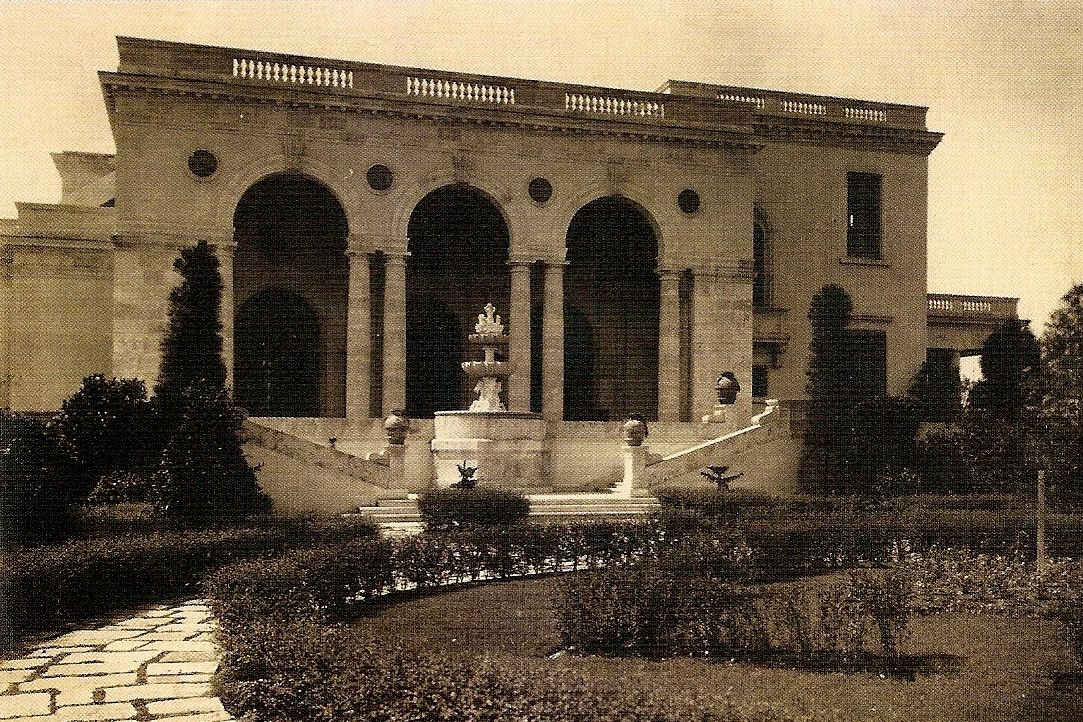
La Mansión de Mark Pollack en 1931.

Algunos proyectos con Morales y Mata Arquitectos:
- Vivienda de Jacinto Pedroso y Hdez, Calle 13 y Calle 8 Vedado La Habana. 1910-1913
- Vivienda de William Lawton, calle Domínguez y Santa Catalina Lawton La Habana. 1912
- Vedado Tennis Club, calle 12 Vedado La Habana, 1912
- Sociedad Cubana de Ingenieros, Habana Vieja, 1912
- Hogar de Lily Hidalgo Borges de Conill, Paseo avenida Vedado La Habana, 1914
- Vivienda de Josefina García Pola de Tirso Mesa, Calle 13 y Calle D, Vedado La Habana, 1916
- Banco Mendoza y Cía., Calle Obispo N ° 305, Habana Vieja, 1916
- Vivienda de Pablo González de Mendoza y Pedroso, Paseo y 15, Vedado La Habana, 1916
- Vivienda de Antonio Sánchez Bustamante. Avenida Paseo y Calle 19, Vedado La Habana 1916
- Vivienda de Miguel Arango y Mantilla, calle 25 N ° 301 y calle M Vedado La Habana. 1916
- Vivienda de Enrique Pedro y Pérez Miro, calle 13 N ° 601 y calle C Vedado La Habana. 1916

Algunos proyectos con Morales y Compañía Arquitectos:
- Sede de Morales and Company Architectes, Habana Vieja La Habana. 1917-1922
- Casa de José Ignacio Lezama, Vedado La Habana, 1917
- Casa de Manuel José Morales, Vedado La Habana, 1917
- Colegio Salesiano (Artes y Oficios), La Víbora La Habana, 1917
- Edificio comercial y de oficinas de Claudio Mendoza y Arellano. Calle Galeano Centro Habana La Habana 1918
- Hogar de Salvador Guedes, 1920
- Casa de Alberto Fowler, Country Club La Habana, 1920
- Vivienda de Andrés Gómez Mena, calle 7 y calle 6, Miramar La Habana
- Vivienda Marqués de Pinar del Río, calle 17 y calle B, Vedado La Habana
- Vivienda de Upman, calle 17 y calle K, Vedado La Habana
- Vivienda de Sebastián Guedes, calle 13 y calle 5, Vedado La Habana
- Hogar de Carlos Nadal, 1921
- Vivienda de Elvira Cil, 1923, calle 23 y calle B, Vedado La Habana
- Casa de George S. Ward, Country Club La Habana
- Compañía de Teléfonos de Marianao, La Habana, 1924
- Colegio de Belén, La Habana, Marianao La Habana 1925
- Vivienda de Eduardo Montalvo, calle 9 Miramar La Habana, 1926
- Vivienda de Eduardo J. Chibas, Calle 17 y calle H, Vedado La Habana, 1926
- Compañía Cubana de Teléfonos, Calle Águila y Calle Dragones Centro Habana, 1924-1927
- Vivienda de María Teresa O'Reilly, Condesa de Buenavista, 5.ª Avenida Miramar. 1928
- Finca Chirgota. 1928
- La Mansión de Mark A. Pollack Cuabanacan, La Habana, 1930
- Edificio de viviendas de lujo en calle San Lázaro N ° 470 Centro Habana
- Edificio de viviendas de lujo en Avenida Malecón N ° 507 Centro Habana
- Iglesia de la Sagrada familia, Vista Alegre Santiago de Cuba
- Iglesia San Agustín en calle 37, reparto Nicanor del Campo, La Habana, 1939
- Iglesia de Santa Rita en la 5.ª avenida, Miramar, La Habana, 1942
- Capilla de la Quinta de Santovenia en El Cerro, La Habana
- Iglesia Corpus Christi, calle 150 A y calle 15 Country Club La Habana. 1949
- Banco Pedroso, Calle Aguiar N ° 251 y Calle Empedrado Habana Vieja. 1952
- Hospital (contra el cáncer) Marie Curie, Vedado, La Habana, 1946
- Iglesia Notre Dame de Fátima, 1.ª Avenida y calle 6 Varadero Matanzas. 1953